# Karl Matthäus Winter
Karl Matthäus Winter (* 24. Dezember 1932 in Worms; † 19. September 2012 in Limburg an der Lahn) war ein deutscher Künstler und Bildhauer. Er schuf  zahlreiche sakrale Kunstwerke sowie unter anderem vier Statuen für den neuen Figurenzyklus am Kölner Ratsturm.

## Leben

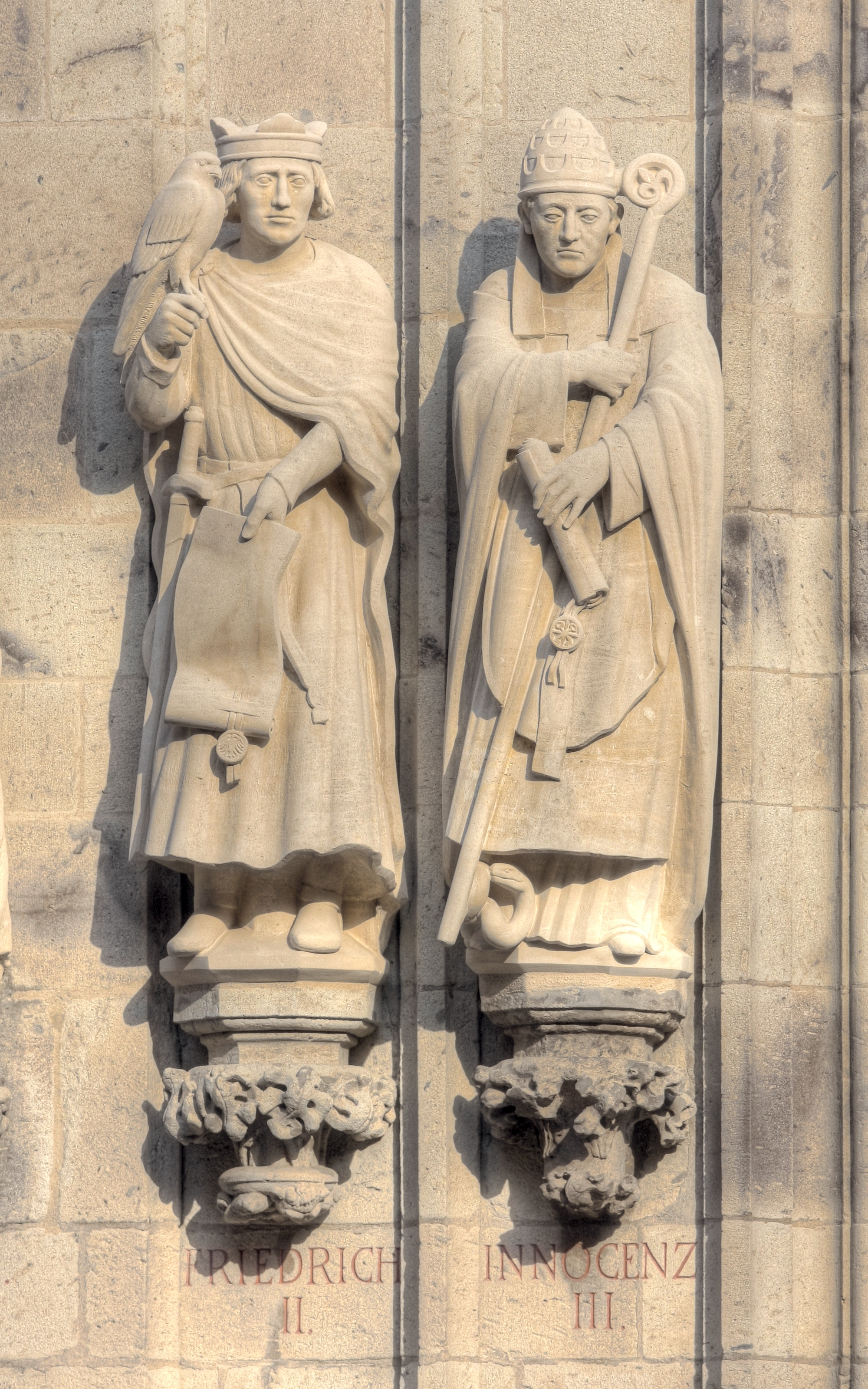
Friedrich II. und Innocenz III. am Kölner Rathausturm

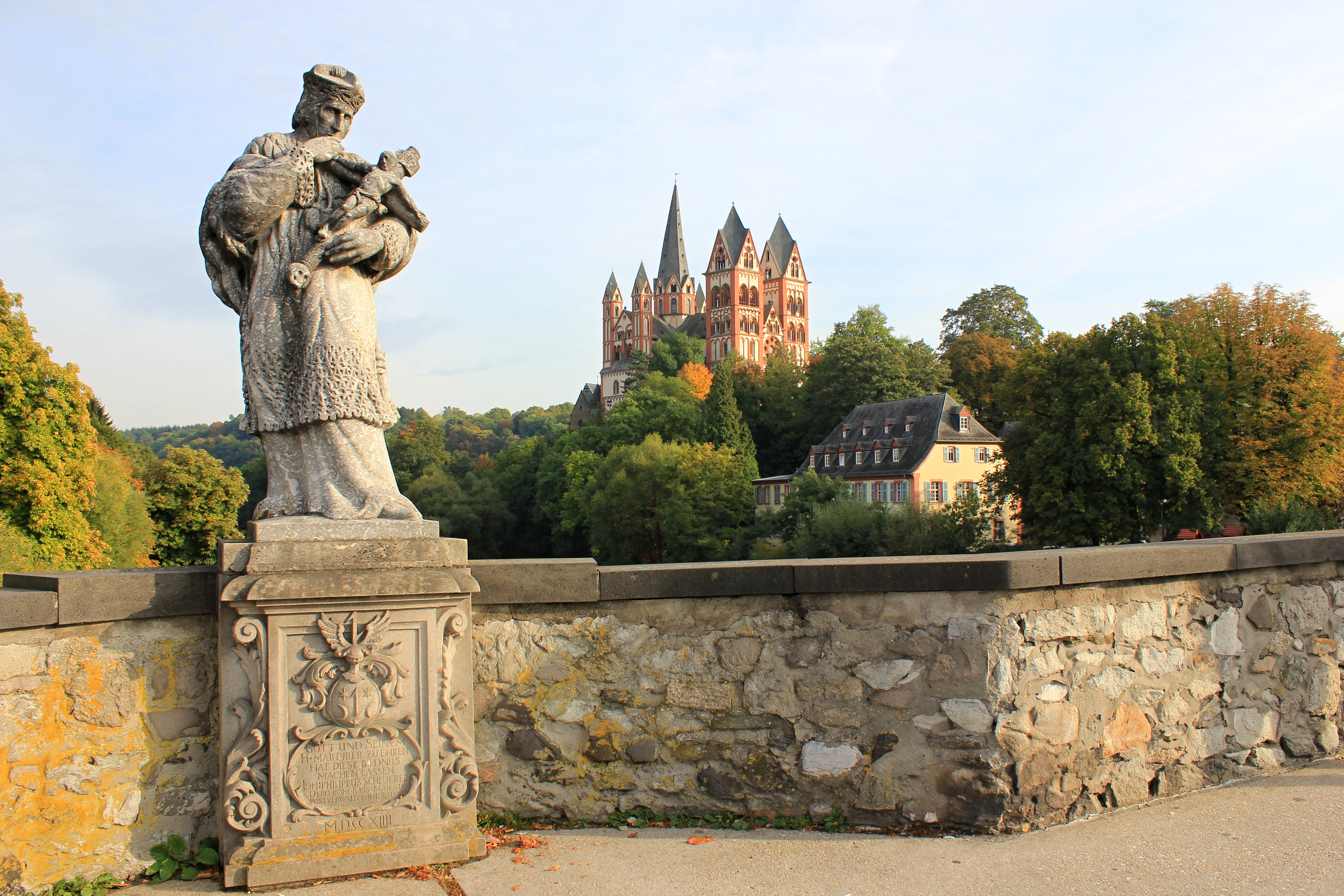
Nepomuk auf der Alten Lahnbrücke in Limburg an der Lahn

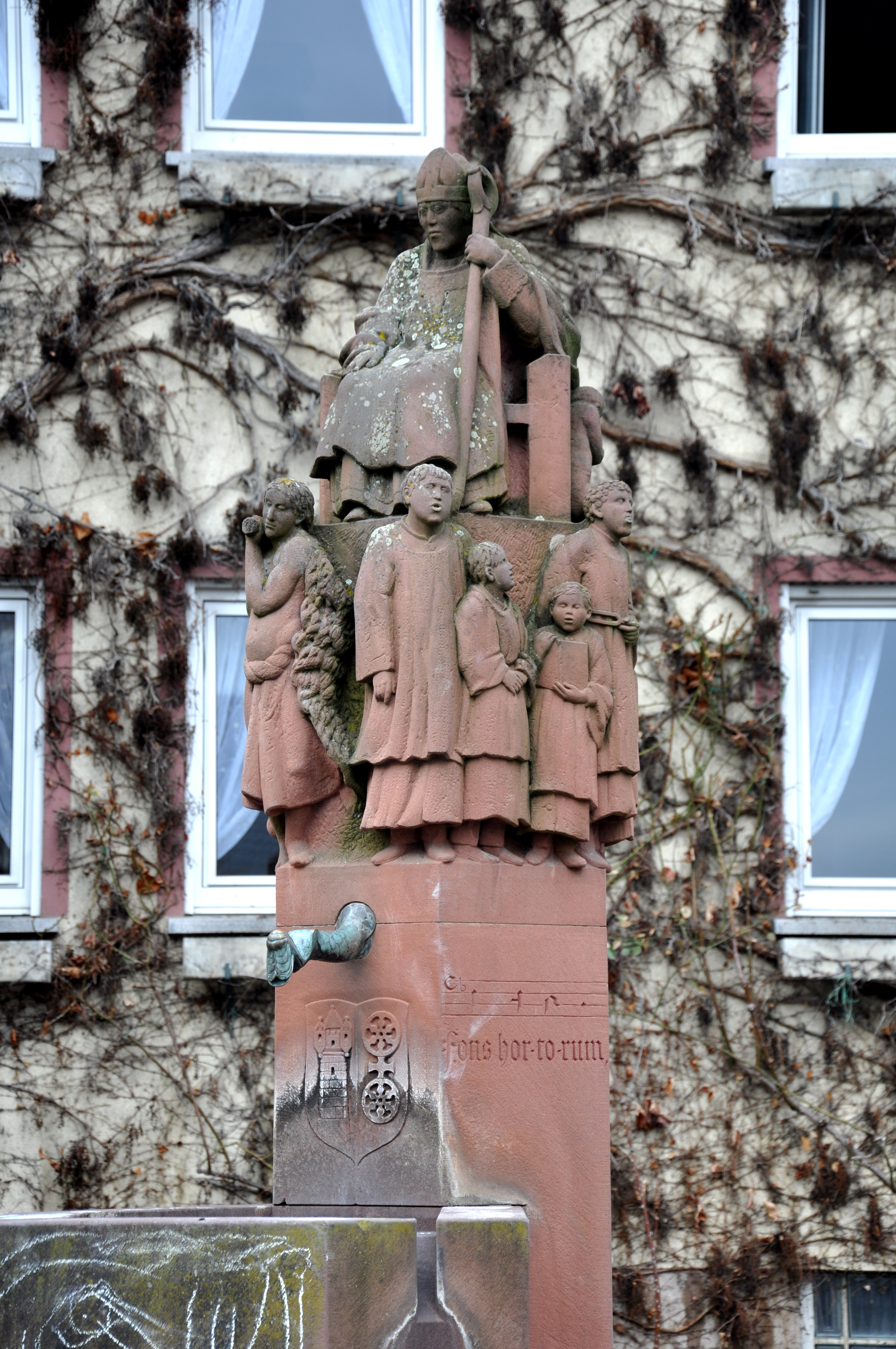
Neuer Marktbrunnen in Kiedrich

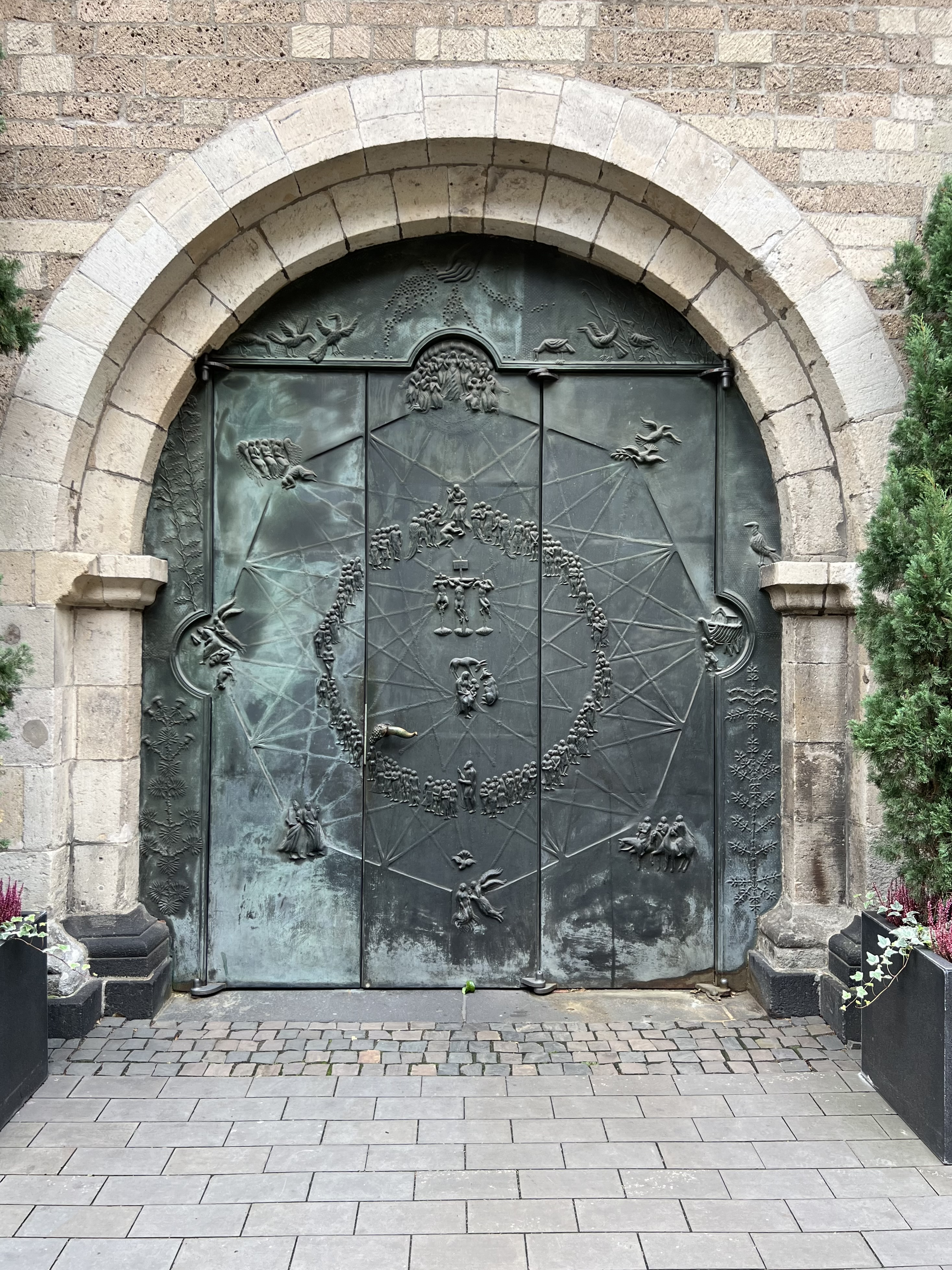
Westportal der Kölner Kirche St. Andreas

Karl Matthäus Winter begann nach dem Schulabschluss im Jahr 1947 seine künstlerische Laufbahn durch eine Lehre bei seinem Vater, dem Bildhauer und Keramiker Adam Winter. Der Lehre schloss sich 1951 ein dreijähriges Studium an der Landeskunstschule Mainz, unter anderem bei Emy Roeder an. Im Jahr 1954 wechselte er an die Düsseldorfer Kunstakademie und wurde bis 1957 Schüler von Ewald Mataré. 1956 schuf er als erstes Werk für eine der romanischen Kirchen in Köln das hölzerne Tor der nordwestlichen Eingangshalle von St. Kunibert. Mit dem Mataré-Schüler Elmar Hillebrand war er gut befreundet und bearbeitete verschiedene Aufträge zusammen mit ihm, so auch besonders das Denkmal für die ehemalige Synagoge am Lappenberg in Hildesheim. Seit 1957 lebte und arbeitete er gemeinsam mit seiner Frau in Limburg an der Lahn.
Für St. Kunibert in Köln schuf er 1959 bis 1960 die beiden Chorflankentürme, zudem erarbeitete er Schutzgitter für die Fenster der Schatzkammer für St. Maria in Lyskirchen und Leuchter für den Hochchor und einen Firstkamm für das Chorhaus in St. Ursula. 1962 übernahm er den Auftrag, für St. Andreas das dreiteilige Bronzetor für den westlichen Eingang zu schaffen, wobei er nach eigenen Angaben zum ersten Mal ohne thematische Vorgaben arbeiten durfte.
Bedeutende Werke von Karl Matthäus Winter findet man auch in der Wallfahrtskirche St. Katharina in Buschhoven, wozu er selbst einige Erläuterungen gegeben hat: Die Arbeit für St. Katharina begann im Jahr 1968 mit einer Friedenstaube aus Basaltlava, außen auf dem Grundstein. Im Jahr 1970 schuf Karl Winter den Altar als Block aus Estremos-Marmor mit scheinbar ornamentalen Motiven, denen aufstrebende vegetative Formen in symbolischer Zahlenanordnung zugrunde liegen – drei (Dreifaltigkeit, göttlich), vier (den „ganzen“ Erdkreis betreffend) und sieben (Vollkommenheit, Vollständigkeit). Das „Blattwerk wächst abschließend zur Tischplatte zusammen, um als Opferaltar zu dienen“. Die Sakramentstele von 1970 enthält die gleiche Ornamentik wie der Altar, doch vereinen sich die vegetativen Formen in einer gemeinsamen „Krone“, wobei hier die Zahl Drei eine wichtige Rolle spielt, auf dem sechseckigen Grundriss (2 mal 3) gegründet. „Bei dem Ambo von 1972 sind es viele Blätter, vielleicht weil das Reich Gottes wie ein stattlicher Strauch aus dem kleinen Senfkorn der Verkündigung aufwächst!“ Die schlichte Bronzetür des Tabernakels ist zehn Jahre später auf Wunsch des Pfarrers geändert worden, außerdem sind die eucharistischen Symbole – Kornähren und Weinranken –, in Elfenbein ausgearbeitet, hinzugefügt worden, wenn es auch gegen sein Konzept war. Das „Gehäuse“ für die Marienfigur bzw. die Marienstele aus dem italienischen Stein „Pepperino rosso“ mit eingelegten Blüten aus „Estramos“, im Jahr 1975 entstanden, zeigt die Rosenstockornamentik und nimmt somit das Thema der „Rosa mystica“ auf. 1971 schuf der Bildhauer Winter in Estramos-Marmor den Taufbrunnen, der „die Quelle lebendigen Wassers zum Thema hat und das Überlaufen in Fülle zeigt“.
In den 1980er Jahren führte er für die Kölner Kirche Groß St. Martin mehrere Arbeiten durch und schuf dort den modernen Deckel des Taufbeckens sowie einen neuen Tabernakel in der Nordkonche der Kirche. Zu seinen Hauptarbeiten zählen die vier Figuren für den Ratsturm des Kölner Rathauses. Kurz vor seinem Tod schuf er im Auftrag von Franz-Peter Tebartz van-Elst den Altar, Ambo und Tabernakel für das neue Diözesane Zentrum Sankt Nikolaus in Limburg an der Lahn.
Karl Matthäus Winter war seit dem Jahr 1957 mit der Gold- und Silberschmiedin Marie Louise Perabo verheiratet.

## Werke (Auswahl)
- 1955: St. Johannes der Täufer, Alt-Erkrath, Kerzenleuchter
- 1960: St. Johann Baptist, Köln-Roggendorf, Tabernakel
- 1961: St. Maternus, Köln-Rodenkirchen, Tabernakel
- 1962: St. Andreas, Bronzeportal, Köln
- 1964: St. Ursula, Arbeiten am Chor, Köln
- 1965–1978: St. Lambertus, Düsseldorf, Kreuzweg und Taufbeckendeckel
- 1967: Limburger Dom, Deckel vom Taufbecken, Bronze
- 1970: St. Katharina, Buschhoven, Altar
- 1970–1980: St. Katharina, Buschhoven, Sakramentsstele
- 1971–1972: St. Katharina, Buschhoven, Taufbecken, Ambo
- 1972: Gnadenkapelle Niederdonk, Tabernakel
- 1975: St. Katharina, Buschhoven, Marienstele
- 1976: Brunnen Adolfsallee, Wiesbaden, Bronze mit Granit
- 1979: vier Heiligenfiguren, Sankt Raphael, Wuppertal
- 1983: Katholische Kirche Christi Auferstehung, Bonn-Röttgen, Bronzekrone über dem Altar und Kreuzweg mit Elmar Hillebrand
- 1984–1989: Groß St. Martin, Köln – Bronzedeckel vom Taufbecken, Tabernakel
- 1985: Werner-Senger-Brunnen, Limburg an der Lahn
- 1887: St. Peter und Paul, Ratingen, Taufsteindeckel
- 1988: Beteiligung am Synagogendenkmal, Hildesheim
- 1989–1990: Ratsturm am Kölner Rathaus – Figur Hermann Josef Stübben
- 1991–1992: Ratsturm am Kölner Rathaus – Figur Gottfried Hagen
- 1992: Zelebrationsaltar und Ambo in der Vierung der Herz-Jesu-Kirche (Ettlingen).[5]
- 1994: Ratsturm am Kölner Rathaus – Figur Innocenz III.
- 1994: Ratsturm am Kölner Rathaus – Figur Friedrich II.
- 1995: St. Jakobus, Frankfurt-Harheim, Altar
- 1998: St. Quintin, Mainz, Altar, Ambo, Sedilien
- 2000: St. Maria und Clemens, Schwarzrheindorf, Pietà
- 2003: Kindergrabmal, Hauptfriedhof, Limburg an der Lahn
- 2011: Diözesane Zentrum St. Nikolaus, Limburg an der Lahn, Altar, Ambo und Tabernakel
- St. Anna, Limburg an der Lahn – Altar, Ambo, Leuchter und Stehkreuz
- Ritter Hattstein-Brunnen, Limburg an der Lahn
- Alte Lahnbrücke, Limburg an der Lahn, Brückenfigur Nepomuk
- Marmorbrücke, Villmar, Brückenfigur Nepomuk
- St. Maria und Clemens Schwarzrheindorf, Altar
- St. Mauritius, Büderich – Josefskulptur
- St. Georg, Mainz-Kastel, Kreuz und Zelebrationsaltar
- St. Ludgerus, Heiligenhaus, Altarraum und Kreuzstele
- Abteikirche Siegburg, Figur St. Benedikt
- St. Sebastian, Bornheim-Roisdorf, Taufbeckendeckel

## Ausstellungen
- 2013: Kunstraum 27, Köln, mit Katalog
- 2006: Vom Sockel geholt – Kölnisches Stadtmuseum stellt Ratsturmfiguren aus (Beteiligung)
- 2018: Von Kunst ist nicht die Rede, das Künstlerehepaar Marie Louise Winter und Karl Matthäus Winter - Diözesanmuseum Limburg, 2018.